# Česká 4. Liga Amerického Fotbalu 2019
La Česká 4. Liga Amerického Fotbalu 2019 è la 5ª edizione del campionato di football americano di quarto livello, organizzato dalla ČAAF.

## Squadre partecipanti
| Club                  | Città            | Stadio | Sponsor ufficiale | Risultato nella stagione 2018 |
| --------------------- | ---------------- | ------ | ----------------- | ----------------------------- |
| Budweis Hellboys      | České Budějovice |        |                   |                               |
| Jičín Hurricanes      | Jičín            |        |                   |                               |
| Karlovy Vary Warriors | Karlovy Vary     |        |                   |                               |
| Most Hunters          | Most             |        |                   |                               |
| Tábor Foxes           | Tábor            |        |                   |                               |
| Teplice Nordians      | Teplice          |        |                   |                               |

## Stagione regolare

### Calendario

#### 1ª giornata
| České Budějovice 13 aprile 2019, ore 14:00 | Budweis Hellboys | 65 – 0 (14-0 20-0 12-0 19-0) referto | Tábor Foxes | Sokolský ostrov (85 spett.)\| Arbitro: \| Hubálek \| |
| Arbitro:                                   | Hubálek          |                                      |             |                                                      |

| Litvínov 13 aprile 2019, ore 14:00 | Most Hunters | 12 – 34 (0-13 0-0 6-7 6-14) referto | Teplice Nordians | (53 spett.)\| Arbitro: \| Koller \| |
| Arbitro:                           | Koller       |                                     |                  |                                     |

| Valdice 14 aprile 2019, ore 14:00 | Jičín Hurricanes | 12 – 14 (0-20 0-13 0-14 0-0) referto | Karlovy Vary Warriors | (250 spett.)\| Arbitro: \| Kroulík \| |
| Arbitro:                          | Kroulík          |                                      |                       |                                       |

#### 2ª giornata
| Tábor 21 aprile 2019, ore 14:00 | Tábor Foxes | 7 – 12 (0-0 0-6 0-6 7-0) referto | Teplice Nordians | Komora (142 spett.)\| Arbitro: \| Ludvík \| |
| Arbitro:                        | Ludvík      |                                  |                  |                                             |

#### Recuperi 1
| České Budějovice 27 aprile 2019, ore 14:00 | Budweis Hellboys | 26 – 6 (7-0 7-0 0-0 12-6) referto | Jičín Hurricanes | Sokolský ostrov (50 spett.)\| Arbitro: \| Malý \| |
| Arbitro:                                   | Malý             |                                   |                  |                                                   |

| Karlovy Vary 27 aprile 2019, ore 14:00 | Karlovy Vary Warriors | 55 – 6 (28-0 7-6 13-0 7-0) referto | Most Hunters | Start (63 spett.)\| Arbitro: \| Pachulski \| |
| Arbitro:                               | Pachulski             |                                    |              |                                              |

#### 3ª giornata
| Tábor 5 maggio 2019, ore 14:00 | Tábor Foxes | 0 – 47 (0-21 0-12 0-6 0-8) referto | Karlovy Vary Warriors | Komora (43 spett.)\| Arbitro: \| Hubálek \| |
| Arbitro:                       | Hubálek     |                                    |                       |                                             |

#### Recuperi 2
| Bystřany 11 maggio 2019, ore 15:00 | Teplice Nordians | 0 – 35 (0-14 0-14 0-0 0-7) referto | Budweis Hellboys | (149 spett.)\| Arbitro: \| Pachulski \| |
| Arbitro:                           | Pachulski        |                                    |                  |                                         |

| Litvínov 12 maggio 2019, ore 14:00 | Most Hunters | 8 – 40 (6-6 2-14 0-7 0-13) referto | Jičín Hurricanes | (65 spett.)\| Arbitro: \| Rybář \| |
| Arbitro:                           | Rybář        |                                    |                  |                                    |

#### 4ª giornata
| Karlovy Vary 25 maggio 2019, ore 14:00 | Karlovy Vary Warriors | 38 – 0 (7-0 6-0 12-0 13-0) referto | Budweis Hellboys | Start (91 spett.)\| Arbitro: \| Pachulski \| |
| Arbitro:                               | Pachulski             |                                    |                  |                                              |

| Litvínov 25 maggio 2019, ore 14:00 | Most Hunters | 8 – 57 (0-6 8-33 0-12 0-6) referto | Tábor Foxes | (30 spett.)\| Arbitro: \| Ludvík \| |
| Arbitro:                           | Ludvík       |                                    |             |                                     |

| Valdice 26 maggio 2019, ore 14:00 | Jičín Hurricanes | 19 – 7 (13-0 0-0 0-0 6-7) referto | Teplice Nordians | (183 spett.)\| Arbitro: \| Zouvala \| |
| Arbitro:                          | Zouvala          |                                   |                  |                                       |

#### 5ª giornata
| České Budějovice 1º giugno 2019, ore 14:00 | Budweis Hellboys | 35 – 0 (a tavolino) referto | Most Hunters | Sokolský ostrov |

#### Recuperi 3
| Valdice 9 giugno 2019, ore 14:00 | Jičín Hurricanes | 44 – 0 (12-0 26-0 0-0 6-0) referto | Tábor Foxes | (160 spett.)\| Arbitro: \| Hameder \| |
| Arbitro:                         | Hameder          |                                    |             |                                       |

| Bystřany 9 giugno 2019, ore 15:00 | Teplice Nordians | 18 – 45 (0-6 12-13 0-13 6-13) referto | Karlovy Vary Warriors | (59 spett.)\| Arbitro: \| Pachulski \| |
| Arbitro:                          | Pachulski        |                                       |                       |                                        |

#### 6ª giornata
| Tábor 22 giugno 2019, ore 14:00 | Tábor Foxes | 16 – 20 (3-0 7-8 6-6 0-6) referto | Budweis Hellboys | Komora (35 spett.)\| Arbitro: \| Hubálek \| |
| Arbitro:                        | Hubálek     |                                   |                  |                                             |

| Karlovy Vary 23 giugno 2019, ore 14:00 | Karlovy Vary Warriors | 36 – 0 (6-0 12-0 6-0 12-0) referto | Jičín Hurricanes | Start (84 spett.)\| Arbitro: \| Šimon \| |
| Arbitro:                               | Šimon                 |                                    |                  |                                          |

| Bystřany 23 giugno 2019, ore 15:00 | Teplice Nordians | 40 – 16 (13-13 13-3 14-0 0-0) referto | Most Hunters | (162 spett.)\| Arbitro: \| Pachulski \| |
| Arbitro:                           | Pachulski        |                                       |              |                                         |

### Classifica
La classifica della regular season è la seguente:
- PCT = percentuale di vittorie, G = partite giocate, V = partite vinte,  P = partite perse, PF = punti fatti, PS = punti subiti

| Pos. | Squadra               | PCT   | G | V | N | P | PF  | PS  |
| ---- | --------------------- | ----- | - | - | - | - | --- | --- |
| 1    | Karlovy Vary Warriors | 1.000 | 6 | 6 | 0 | 0 | 226 | 24  |
| 2    | Budweis Hellboys      | .833  | 6 | 5 | 0 | 1 | 151 | 57  |
| 3    | Jičín Hurricanes      | .500  | 6 | 3 | 0 | 3 | 100 | 111 |
| 4    | Teplice Nordians      | .500  | 6 | 3 | 0 | 3 | 111 | 134 |
| 5    | Tábor Foxes           | .167  | 6 | 1 | 0 | 5 | 66  | 145 |
| 6    | Most Hunters          | .000  | 6 | 0 | 0 | 6 | 50  | 233 |

## V Iron Bowl
| Karlovy Vary 6 luglio 2019, ore 14:00 | Karlovy Vary Warriors | 14 – 15 (7-0 7-7 0-0 0-8) referto | Budweis Hellboys | Start (124 spett.)\| Arbitro: \| Pachulski \| |
| Arbitro:                              | Pachulski             |                                   |                  |                                               |

## Verdetti
- Budweis Hellboys Vincitori della Česká 4. Liga Amerického Fotbalu 2019